# Gnamptodon habilis
Gnamptodon habilis är en stekelart som först beskrevs av Marshall 1891.  Gnamptodon habilis ingår i släktet Gnamptodon och familjen bracksteklar. Inga underarter finns listade i Catalogue of Life.